# Dr. Ken
Dr. Ken è una sitcom statunitense ideata da Jared Stern, Ken Jeong e John Fox, trasmessa dal 2 ottobre 2015 su ABC.
Il 12 maggio 2016, la serie ottiene il rinnovo per una seconda stagione. L'11 maggio 2017, viene cancellata dopo due stagioni.

## Trama
La serie racconta la vita quotidiana di un medico brillante che cerca di bilanciare la sua carriera con la sua vita familiare, che gli risulta essere difficile su entrambi i fronti, in particolare avendo un terapeuta per moglie.

## Episodi
| Stagione         | Episodi | Prima TV originale | Prima TV Italia |
| ---------------- | ------- | ------------------ | --------------- |
| Prima stagione   | 22      | 2015-2016          | inedita         |
| Seconda stagione | 22      | 2016-2017          | inedita         |

## Personaggi e interpreti

### Personaggi principali
- Dr. Ken Park, interpretato da Ken Jeong
- Dr. Allison Park, interpretata da Suzy Nakamura
- Damona Watkins, interpretata da Tisha Campbell-Martin
- Clark Leslie Beavers, interpretato da Jonathan Slavin
- Dave Park, interpretato da Albert Tsai
- Molly Park, interpretata da Krista Marie Yu
- Dr. Julie Dobbs, interpretata da Kate Simses
- Pat, interpretato da Dave Foley

### Personaggi ricorrenti
- Dr. Wendi Park, interpretata da Margaret Cho